# 2021 en musique
| \| • Retour à la chronologie générale de la musique populaire • \| |
| XXIe siècle • XXe siècle • XIXe siècle • XVIIIe siècle XVIIe siècle • XVIe siècle • XVe siècle • XIVe siècle XIIIe siècle • XIIe siècle • XIe siècle • Xe siècle IXe siècle • VIIIe siècle • Haut Moyen Âge • Rome • Grèce |
| • Retour à la chronologie générale de la musique populaire • |

| • Retour à la chronologie générale de la musique populaire • |

| Années de la musique populaire : 2018 - 2019 - 2020 - 2021 - 2022 - 2023 - 2024    |
| Décennies de la musique populaire : 1990 - 2000 - 2010 - 2020 - 2030 - 2040 - 2050 |

Cet article présente les faits marquants de l'année 2021 en musique.

## Faits marquants

### En France
- 18 millions d'albums sont vendus en France en 2021[1].

- Décès de Tonton David, Philippe Chatel et Patrick Juvet.

### Dans le monde
- Au début de l'année, la pandémie de Covid-19 continue et ne permet toujours pas la tenue de concerts ou de festivals dans la plupart des pays. Les spectacles en Live Streaming se généralisent.
- Le groupe Måneskin, vainqueur du Concours Eurovision, crée la polémique en étant soupçonné d'avoir consommé de la drogue en direct. Le test s'avèrera négatif[2].
- Décès de Phil Spector, DMX, Nick Kamen, Charlie Watts, John Miles et Steve Bronski.

## Disques sortis en 2021
- Albums sortis en 2021
- EP sortis en 2021
- Singles sortis en 2021

## Succès de l'année en France (singles)

### Chansons classées Numéro 1

#### No1des ventes
Le classement des ventes de singles a été arrêté à la fin de l'année 2020.

#### No1du Top mégafusion (streaming + ventes)
Cette liste présente, par ordre chronologique, tous les titres s'étant classés à la première place du Top mégafusion (streaming + ventes) durant l'année 2021.
- Dua Lipa feat. Angèle : Fever
- Booba : Ratpi World
- SCH : Marché noir
- Tayc : Le temps
- Booba feat. JSX : Mona Lisa
- SCH feat. Freeze Corleone : Mannschaft
- Moha K : Vroum Vroum
- Lil Nas X : Montero (Call Me by Your Name)
- Naps : La kiffance
- Damso : Morose
- Soso Maness feat. PLK : Petrouchka
- Oboy : TDB
- CKay ft. Joeboy & Kuami Eugene : Love Nwantiti
- Le Classico organisé : Loi de la Calle
- Orelsan : L'Odeur de l'essence
- Orelsan : Jour meilleur
- Ninho : Jefe

## Succès de l'année en France (albums)
Cette liste présente, par ordre alphabétique, les albums sortis en 2021 ayant obtenu une certification Platine ou Diamant en France.

### Disques de diamant (plus de500 000ventes)
- Ninho : Jefe
- Orelsan : Civilisation

### Triples disques de platine (plus de300 000ventes)
- Adele : 30
- Clara Luciani : Cœur
- Djadja & Dinaz : Spleen
- Ed Sheeran : =
- Imagine Dragons : Mercury – Acts 1 & 2
- Jul : Demain ça ira
- Les Enfoirés : À côté de vous
- Niska : Le monde est méchant
- SCH : JVLIVS II
- SDM : Ocho
- Soprano : Chasseur d'étoiles

### Doubles disques de platine (plus de200 000ventes)
- Angèle : Nonante-Cinq
- Booba : Ultra
- Gazo : Drill FR
- Jul : Indépendance
- Juliette Armanet : Brûler le feu
- Laylow : L'Étrange Histoire de Mr. Anderson
- Le Classico organisé
- Naps : Les Mains faites pour l'or
- The Weeknd : The Highlights

### Disques de platine (plus de100 000ventes)
- ABBA : Voyage
- Alonzo : Capo dei capi vol.II & III
- Amel Bent : Vivante
- Benab : Au clair de la rue
- Bernard Lavilliers : Sous un soleil énorme
- Billie Eilish : Happier Than Ever
- Coldplay : Music of the Spheres
- Doja Cat : Planet Her
- Drake : Certified Lover Boy
- Eddy de Pretto : À tous les bâtards
- Encanto
- Feu! Chatterton : Palais d'argile
- Florent Pagny : L'Avenir
- Hatik : Vague à l'âme
- Hoshi : Étoile flippante
- Justin Bieber : Justice
- Koba LaD : Cartel
- Lacrim : Persona non grata
- La Fève : ERRR
- Leto : 17%
- Lil Nas X : Montero
- Lujipeka : Montagnes russes
- Luv Resval : Étoile noire
- Maes : Réelle vie 3.0
- Mylène Farmer : Plus grandir (Best of 1986-1996)
- Naps : Best Life
- Nej' : SOS
- Oboy : No crari
- Olivia Rodrigo : Sour
- Renaud : Putain de Best of
- Therapie Taxi : Rupture 2 merde
- Timal : Arès
- Soso Maness : Avec le temps
- Ziak : Akimbo
- ZKR : Dans les mains

## Succès internationaux de l’année
Cette liste présente, par ordre alphabétique, les trente titres et albums ayant eu le plus de succès dans les charts internationaux en 2021,.

### Singles
- 24kGoldn & Iann Dior : Mood
- Adele : Easy on Me
- Billie Eilish : Happier Than Ever
- BTS : Butter
- Cardi B : Up
- Doja Cat & SZA : Kiss Me More
- Doja Cat : Need to Know
- Dua Lipa : Levitating
- Ed Sheeran : Bad Habits
- Ed Sheeran : Shivers
- Giveon : Heartbreak Anniversary
- Glass Animals : Heat Waves
- Justin Bieber, Daniel Caesar & Giveon : Peaches
- Lil Nas X : Montero (Call Me by Your Name)
- Lil Nas X & Jack Harlow : Industry Baby
- Lil Tjay & 6lack : Calling My Phone
- Maneskin : Beggin'
- Masked Wolf : Astronaut in the Ocean
- Olivia Rodrigo : Drivers License
- Olivia Rodrigo : Good 4 U
- Olivia Rodrigo : Deja Vu
- Polo G : Rapstar
- Pop Smoke : What You Know Bout Love
- Silk Sonic : Leave the Door Open
- Tate McRae : You Broke Me First
- The Kid Laroi & Justin Bieber : Stay
- The Kid Laroi : Without You
- The Weeknd : Save Your Tears
- Tiësto : The Business
- Walker Hayes : Fancy Like

### Albums
- Ariana Grande : Positions
- Bad Bunny : El Ultimo Tour del Mundo
- Billie Eilish : Happier Than Ever
- Chris Stapleton : Starting Over
- Creedence Clearwater Revival : Chronicle
- Doja Cat : Planet Her
- Drake : Certified Lover Boy
- Harry Styles : Fine Line
- J. Cole : The Off-Season
- Jack Harlow : That's What They All Say
- Juice WRLD : Legends Never Die
- Justin Bieber : Justice
- Kanye West : Donda
- Lil Baby & Lil Durk : The Voice of The Heroes
- Lil Durk : The Voice
- Lil Nas X : Montero
- Machine Gun Kelly : Tickets to My Downfall
- Megan Thee Stallion : Good News
- Moneybagg Yo : A Gangsta's Pain
- Morgan Wallen : Dangerous
- Olivia Rodrigo : Sour
- Polo G : The Goat
- Polo G : Hall of Fame
- Pooh Shiesty : Shiesty Season
- Pop Smoke : Shoot for the Stars Aim for the Moon
- Rod Wave : SoulFly
- Taylor Swift : Evermore
- Taylor Swift : Fearless
- The Kid Laroi : F*ck Love
- The Weeknd : The Highlights

## Récompenses
- États-Unis : 64e cérémonie des Grammy Awards
- États-Unis : American Music Awards 2021
- États-Unis : MTV Video Music Awards 2021
- États-Unis : Billboard Music Awards 2021 (en)
- Europe : MTV Europe Music Awards 2021
- Europe : Concours Eurovision de la chanson 2021
- France : 36e cérémonie des Victoires de la musique
- France : NRJ Music Awards 2021
- Royaume-Uni : Brit Awards 2021

## Formations et séparations de groupes
- Groupe de musique formé en 2021
- Groupe musical séparé en 2021

## Décès

### Premier trimestre
- 1er janvier :  Carlos do Carmo, chanteur de fado portugais[6] ;
- 3 janvier :  Gerry Marsden, musicien et homme de télévision britannique, chanteur du groupe Gerry and the Pacemakers[7] ;
- 6 janvier :  Bobby Few, pianiste de jazz américain[8] ;
- 7 janvier : Genival Lacerda, chanteur brésilien de forró[9] ;
- 8 janvier :  David Darling, violoncelliste et compositeur américain de world, jazz et musique classique[10] ;
- 11 janvier :  Howard Johnson, musicien américain de jazz[11] ;
- 13 janvier :
  -  Tim Bogert, bassiste de rock américain, membre de Vanilla Fudge, Cactus et Beck, Bogert and Appice[12].
  -  Sylvain Sylvain, guitariste et pianiste américain, membre du groupe The New York Dolls[13]
- 16 janvier :
  -  Junior Mance, pianiste de jazz et compositeur américain[14]
  -  Phil Spector, producteur et auteur-compositeur américain[15]
- 17 janvier :  Sammy Nestico, arrangeur et compositeur de jazz américain[16]
- 18 janvier :  Jimmie Rodgers, chanteur pop américain[17]
- 26 janvier :  6 Dogs, rappeur américain[18]
- 28 janvier :  César Isella, chanteur et auteur de folk argentin[19]
- 30 janvier :  Sophie, musicienne, productrice de musique électronique et autrice-compositrice-interprète britannique[20]
- 5 février :  Abdoul Jabbar, auteur, compositeur et chanteur de reggae guinéen[21]
- 8 février :
  -  Servando Cano Rodriguez, impresario, producteur et auteur-compositeur mexicain[22]
  -  Mary Wilson, chanteuse américaine soul, membre de The Supremes[23]
- 9 février :
  -  Chick Corea, pianiste, claviériste et compositeur américain de jazz et jazz-rock[24]
  -  Ghédalia Tazartès, musicien français[25]
- 11 février :  Antónis Kaloyánnis, chanteur grec[26]
- 12 février :  Milford Graves, batteur et percussionniste de jazz américain[27]
- 15 février :
  -  Raymond Lévesque, auteur-compositeur-interprète québécois[28].
  -  Johnny Pacheco, musicien, compositeur, arrangeur, producteur et directeur musical dominicain[29].
- 16 février :  Tonton David, chanteur de reggae français[30].
- 17 février :
  -  Andrea Lo Vecchio, chanteur-auteur-compositeur, producteur et chef d'entreprise italien[31]
  -  Gene Summers, chanteur et compositeur américain de rock 'n' roll et rockabilly[32]
  -  U Roy, deejay de reggae jamaïcain[33]
- 19 février :
  -  Đorđe Balašević, auteur-compositeur-interprète serbe[34]
  -  Philippe Chatel, auteur-compositeur-interprète français[35]
- 20 février :  Joe Burke, accordéoniste traditionnel irlandais[36].
- 21 février :  Hélène Martin autrice-compositrice et chanteuse française[37]
- 2 mars :  Chris Barber, tromboniste britannique de jazz[38].
- 11 mars :  Ray Campi, chanteur américain de country, de rock 'n' roll et de rockabilly.
- 14 mars :  Thione Seck, chanteur sénégalais de mbalakh[39].
- 17 mars :  Freddie Redd, pianiste américain de hard bop et compositeur de jazz.
- 18 mars :  Paul Jackson, bassiste américain de funk[40].
- 23 mars :
  -  Hana Hegerová, chanteuse et actrice tchèque et slovaque[41].
  -  Noel Bridgeman, batteur et percussionniste irlandais[42].

### Deuxième trimestre
- 1er avril :  Patrick Juvet, chanteur et compositeur suisse[43].
- 2 avril :  Gabi Luncă, chanteuse roumaine de musique tzigane[44].
- 5 avril :
  -  Haja El Hamdaouia, chanteuse marocaine du chaâbi[45].
  -  Krzysztof Krawczyk, chanteur, musicien et compositeur polonais[46].
- 6 avril :  Sonny Simmons, saxophoniste américain de jazz.
- 9 avril :  Earl Simmons, dit DMX, rappeur américain[47].
- 11 avril :  Zoran Simjanović, compositeur serbe de musiques de films[48].
- 13 avril :  Amedeo Tommasi, pianiste et compositeur italien de jazz, musique électronique et musique de film[49].
- 14 avril :  Michel Louvain, chanteur québécois[50].
- 4 mai :  Nick Kamen, chanteur britannique[51].

### Troisième trimestre
- 17 juin :  Teddy Parker, chanteur allemand.
- 17 juin :  Takeshi Terauchi, guitariste de rock japonais.
- 21 juin :  Mamady Keïta, percussionniste guinéen.
- 25 juin :  Wes Madiko, dit Wes, chanteur et musicien camerounais.
- 25 juin :  Burton Greene, pianiste de jazz américain.
- 1er juillet :  Steve Kekana, chanteur et auteur-compositeur sud-africain.
- 2 juillet :  Bill Ramsey, chanteur de jazz et de schlager germano-américain.
- 4 juillet :  : Rick Laird, bassiste irlandais de jazz fusion, membre du Mahavishnu Orchestra.
- 5 juillet :  Raffaella Maria Roberta Pelloni dite Raffaella Carrà, chanteuse, actrice, danseuse et présentatrice de télévision italienne.
- 7 juillet :  Angélique Ionatos, compositrice et chanteuse grecque.
- 17 juillet :  Robby Steinhardt, violoniste et chanteur américain de rock, membre du groupe Kansas.
- 20 juillet :  Rita Brantalou auteur, compositeur, chanteur et guitariste (Au bonheur des dames, Odeurs).
- 22 juillet :  Peter Rehberg, musicien de musique expérimentale britannique.
- 26 juillet :  Joey Jordison, musicien américain de heavy metal, notamment batteur de Slipknot.
- 27 juillet :  Gianni Nazzaro, chanteur et acteur italien.
- 28 juillet : 
  -  Dusty Hill, bassiste américain et un des chanteurs du groupe de blues rock ZZ Top.
  -  Johnny Ventura (es), chanteur dominicain de merengue.
- 30 juillet :  Jacob Desvarieux chanteur, musicien, arrangeur et producteur français, un des cofondateurs du groupe de musique Kassav'.
- 4 août :  Paul Johnson, DJ et compositeur de musique électronique américain.
- 11 août :  Roy Gaines, guitariste et chanteur de blues américain.
- 13 août :  Nanci Griffith, chanteuse, guitariste et compositrice américaine de folk et de country.
- 20 août :  Peter Ind, contrebassiste de jazz britannique.
- 21 août :  Don Everly, musicien et chanteur américain, membre des Everly Brothers.
- 22 août : 
  -  Patrick Verbeke, guitariste, compositeur, chanteur français de blues.
  -  Eric Wagner, chanteur américain de doom metal, membre de Trouble.
- 24 août :  Charlie Watts, batteur britannique, membre des Rolling Stones.
- 25 août :  Mario Gareña, compositeur et chanteur colombien, de musique cumbia.
- 28 août :  Francesc Burrull, compositeur, pianiste de jazz et chanteur catalan.
- 28 août :  Maggie Mae, chanteuse allemande.
- 1er septembre :
  -  Adalberto Álvarez, pianiste, compositeur et arrangeur cubain.
  -  Míkis Theodorákis, compositeur grec de musiques de films.
- 2 septembre :  Alèmayèhu Eshèté, chanteur éthiopien de rock-soul-éthio-jazz.
- 4 septembre :  Billy Cafaro, chanteur de rock'n'roll argentin.
- 5 septembre :  Sarah Harding, chanteuse britannique.
- 13 septembre :  George Wein, pianiste et producteur américain de jazz.
- 16 septembre :  George Mraz, contrebassiste et saxophoniste de jazz tchécoslovaque, puis tchèque, naturalisé américain.
- 17 septembre :  Dottie Dodgion, batteuse et chanteuse de jazz américaine.
- 20 septembre :  Claude Lombard, chanteuse belge.
- 21 septembre :  La Prieta Linda, chanteuse et actrice mexicaine.
- 23 septembre :  Roberto Roena, percussionniste portoricain de salsa.
- 24 septembre :  Pee Wee Ellis, saxophoniste, compositeur et arrangeur américain de jazz et funk.
- 26 septembre :  Alan Lancaster, bassiste, chanteur et compositeur britannique de rock.
- 28 septembre :
  -  Barry Ryan, chanteur pop et photographe britannique.
  -  Dr. Lonnie Smith, chanteur et musicien de jazz américain.
- 29 septembre :
  -  Hayko, chanteur pop arménien.
  -  Olivier Libaux, guitariste, auteur-compositeur et producteur français.

### Quatrième trimestre
- 2 octobre :  Anouman Brou Félix, guitariste ivoirien.
- 8 octobre :  Petru Guelfucci, chanteur français de langue corse.
- 11 octobre :  Deon Estus, auteur-compositeur-interprète et bassiste américain.
- 12 octobre :  Paddy Moloney, musicien irlandais de musique traditionnelle.
- 13 octobre :  Andrea Haugen, musicienne et écrivaine allemande.
- 15 octobre :  Pornsak Songsaeng, chanteur de pop, de luk thung et de mor lam thaïlandais.
- 18 octobre :  Franco Cerri, guitariste et contrebassiste italien de jazz
- 19 octobre :  Leslie Bricusse, parolier et compositeur britannique.
- 21 octobre :  Einár, rappeur et auteur-compositeur suédois.
- 31 octobre :  Michel Robidoux, musicien et compositeur québécois.
- 1er novembre :
  -  Emmett Chapman, luthier et guitariste américain de jazz.
  -  Pat Martino, guitariste et compositeur américain de jazz.
- 2 novembre :  Ernest Wilson, chanteur jamaïcain de reggae.
- 5 novembre :  Marília Mendonça, chanteuse, musicienne et compositrice brésilienne de sertanejo.
- 8 novembre :  Franck Olivier, auteur-compositeur-interprète belge.
- 10 novembre :  Spike Heatley, contrebassiste de jazz britannique.
- 11 novembre :  Graeme Edge, batteur de rock et pop britannique.
- 17 novembre :  Young Dolph, rappeur américain.
- 18 novembre :  Slide Hampton, tromboniste américain de jazz.
- 19 novembre :  Hank Von Helvete, chanteur norvégien de deathpunk.
- 20 novembre :
  -  Ted Herold, chanteur allemand de rock 'n' roll.
  -  Billy Hinsche, guitariste, chanteur et compositeur américain de rock et pop.
- 22 novembre :  Janvier Dénagan Honfo, chanteur, percussionniste, acteur et chorégraphe allemand d'origine béninoise.
- 26 novembre :  Stephen Sondheim, compositeur et parolier américain de comédies musicales.
- 1er décembre :
  -  Alvin Lucier, compositeur américain de musiques contemporaine, expérimentale et électronique.
  -  Grand Jojo, chanteur comique belge.
- 2 décembre :  Richard Cole, tour manager et agent artistique britannique.
- 5 décembre :
  -  Toni Santagata, chanteur de musique folklorique, compositeur et acteur italien.
  -  John Miles, chanteur, guitariste et claviériste britannique.
- 7 décembre :  Steve Bronski, claviériste britannique de new wave et synthpop.
- 8 décembre :  Barry Harris, pianiste et enseignant américain de jazz de style bebop.
- 10 décembre :  Michael Nesmith, musicien, producteur, acteur, scénariste et réalisateur américain.
- 12 décembre :  Vicente Fernández, chanteur, acteur et producteur de films mexicain.
- 14 décembre :  Phil Chen, bassiste de rock jamaïcain.
- 18 décembre :
  -  Renée Martel, chanteuse québécoise.
  -  Sayaka Kanda, actrice et chanteuse japonaise.
- 19 décembre :  Drakeo the Ruler, rappeur américain.